# Allobates kingsburyi
Allobates kingsburyi е вид земноводно от семейство Aromobatidae. Видът е застрашен от изчезване.

## Разпространение
Разпространен е в Еквадор.

## Описание
Популацията на вида е намаляваща.